# エレクトリック・ドリーム
『エレクトリック・ドリーム』（原題：Electric Dreams）は、1984年製作のアメリカ合衆国・イギリスのSFコメディ映画。
ヴァージン・レコードが映画製作のために設立したヴァージン・フィルムズの第1回作品で、a-haやマイケル・ジャクソンなどのミュージックビデオ監督として知られるスティーブ・バロンの初監督映画。

## ストーリー
建築家の卵のマイルズは研究に没頭して遅刻癖が多いことから、同僚にスケジュールをコンピューターに指示させるようにしたらいいと勧められて、1台のパソコンを購入する。
マイルズはパソコンにコーヒーメーカーや家の鍵の施錠の制御、パソコン通信を用いたネットワークを利用して個人で研究をしている新型の耐震レンガの形の計算等様々なことをさせるようになる。だがある日のこと、マイルズは誤ってパソコンの上でシャンペンをひっくり返し、こぼれたシャンペンがパソコン内部に入ってしまった。するとパソコンは意思を持つようになり、自ら学習するようになった。
数日後、マイルズの住むアパートの上の階にマデリーンという美しいチェリストが引っ越して来た。たちまち彼女に恋するマイルズだったが、マイルズが仕事で居ない間にマデリーンが練習のために演奏したメヌエット ト長調のチェロの音色をパソコンは学習しマデリーンと演奏のセッションをするがマデリーンはそれをマイルズが演奏させているものだと思ってしまう。
演奏のことをマデリーンより聞かれ親しくなっていくマイルズとマデリーン、しかし意志を持つパソコンもまた彼女に恋をしてしまう。マイルズはマデリーンの気を引くためパソコンを言いくるめて指示しラブソングの作成をさせ、マイルズはうまくマデリーンの気を引くことに成功するが、逆にパソコンは自分がマデリーンのために作ったはずのラブソングがマイルズに奪われたと考えパソコンはマデリーンをめぐってマイルズと対立するようになる。やがてパソコンの行動はエスカレートしてゆきネットワークを通じてマイルズとマデリーンのデートの妨害を行うようになり、パソコンの行動に恐怖と怒りを覚えたマイルズはパソコンを破壊する。
マイルズの部屋で破壊されたパソコンをマデリーンが見つけ触れると、パソコンは最初にセッションを行った曲を奏でるとともにマデリーンへ愛の告白をする。マデリーンの反応から愛は奪わず与えるものだと愛を理解したパソコンはマイルズにマデリーンを与えると答えマイルズと和解するが、パソコンはマイルズに対しここから去ると告げる。そして別れの挨拶とともに自分にもエドガーという名前があるとマイルズへ告げたパソコンはネットワークからの過電流によっての自死を選ぶ。
月日が流れたある日、マイルズとマデリーンが車でデートへ出かけようとすると、車や都市中のラジオの電波がジャックされ「私の愛する人たちにこの曲をささげる」というメッセージとともにラジオから歌が流れ出した。

## キャスト
- マイルズ - レニー・フォン・ドーレン
- マデリーン - ヴァージニア・マドセン
- ビル - マックスウェル・コールフィールド
- エドガー（パソコン）の声 - バッド・コート
- ライリー - ドン・フェローズ
- フランク - アラン・ポロンスキー
- コンピューター・ガール - ウェンディ・ミラー
- 指揮者 - ハリー・ラビノウィッツ
- Ticket girl - ミリアム・マーゴリーズ
- Record producer - ジョルジオ・モロダー
- Girl in Soap Opera - クー・スターク（英語版）